# Ornement (musique)
Pour les articles homonymes, voir Ornement.
En musique classique, un ornement, appelé aussi note d'agrément ou fioriture, ou encore selon le terme italien abbellimenti (« embellissements »), est un symbole généralement composé de figures de notes de taille inférieure, désignant des notes secondaires dont la fonction est d'embellir la ligne mélodique principale.
Du point de vue de l'harmonie, un ornement forme habituellement une ou plusieurs dissonances passagères avec l'accord sur lequel il est placé. La note placée sous le signe de l'ornement appartient à l'accord, tandis que les notes générées par l'ornement sont des notes voisines (donc étrangères à cet accord), supérieures ou inférieures, et qui, en retardant l'émission de la note attendue mettent celle-ci en valeur.

## Ornements et interprétation

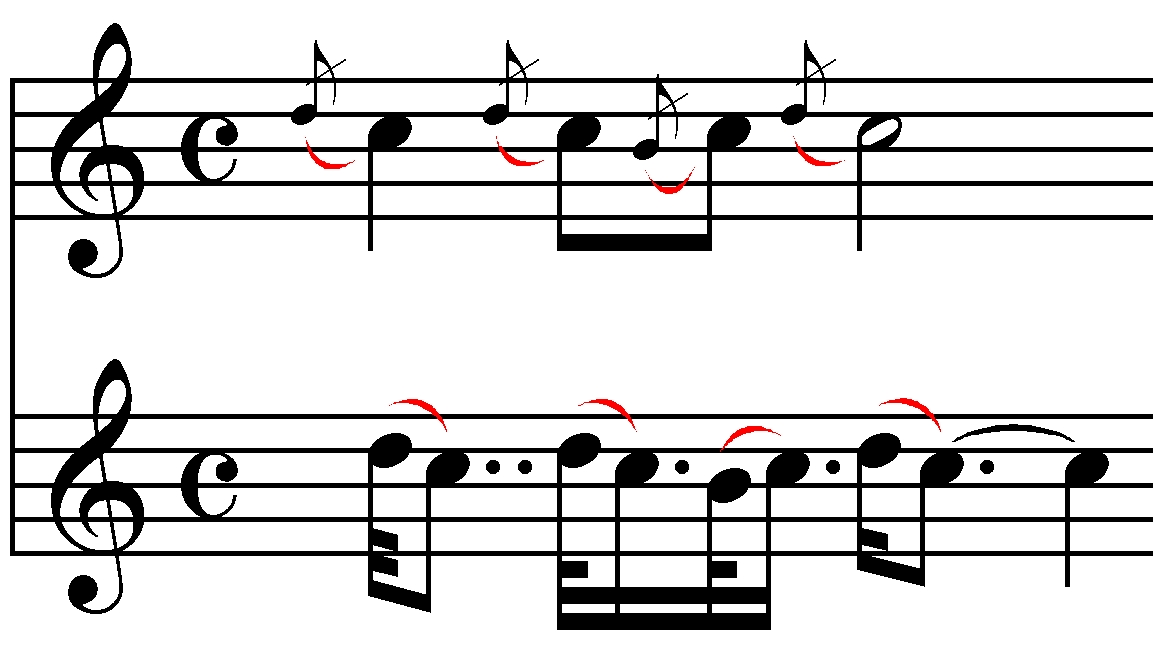

Plus encore que les signes d'intensité, de caractère ou de phrasé, les ornements, étant donné leur très grand nombre et leur dépendance à l'instrument qui joue, échappent pratiquement à un quelconque classement exhaustif. En outre, pour chaque signe, il existe plusieurs interprétations qui varient avec l'époque, le compositeur ou le style de composition. En fait, l'étude d'un instrument donné inclut nécessairement l'étude des signes ornementaux qui lui sont attachés. En conséquence, la signification des principaux ornements mentionnés ci-dessous doit être simplement considérée comme la signification la plus courante, et n'a donc pas de valeur absolue.

### L'ornement en musique baroque
La plupart des ornements datent de la période baroque — XVIIe et XVIIIe siècles —, période pendant laquelle ils ont été abondamment utilisés. Carl Philipp Emanuel Bach, à la fin du XVIIIe siècle, publie un traité d'ornementation en deux volumes qui fait autorité.
À partir du XIXe siècle, leur emploi se raréfie progressivement — les petites notes devenant tout simplement des figures normales, qui s'intègrent dans le calcul des valeurs de chaque mesure — sans toutefois disparaître totalement.
D'après Nikolaus Harnoncourt, entre 1700 et 1760, un bon joueur d'adagio est un musicien qui savait orner de manière sensée. L'ornement ne doit pas être ingénieux et sportif mais il doit respecter le caractère fondamental de l'œuvre. Pour le chant, l'ornement juste doit rester adapté au caractère du texte.
Le dictionnaire de Grove recense 125 signes dont certains sont indiqués ci-dessous.
- Appoggiature
  - Le port de voix, qui est une appogiature assimilable au retard.
  - Le coulé, qui est un port de voix entre deux notes à intervalle de tierce.
  - L'acciacatura ou acciaccatura, qui est une appogiature qui se joue en même temps que la note appogiaturée, mais qui est lâchée alors que la note principale est tenue.
- Le trémolo qui est une répétition rapide d'un son.
- Le vibrato ou battement qui est une légère fluctuation de hauteur mais qui n'atteint pas le demi-ton, ce qui le différencie du trille.
- Le trille qui est une alternance de deux sons voisins, au ton ou au demi-ton.
- Le tremblement ou cadence qui est un trille bref et mesuré commençant par la note voisine du dessus. Le pincé est l'équivalent du tremblement en commençant par la note voisine du dessous.
- Le mordant ou battement, qui est un battement court sur 2 ou 4 notes.
- Le groupe ou gruppetto, qui s'étend sur la note inférieure et supérieure, ou sur deux notes inférieures.
- L'arpègement, ou harpègement, qui consiste à faire précéder la note arpégée des notes jouées successivement d'un accord.

### Les ornements à partir de Beethoven
Après Ludwig van Beethoven, les seuls signes utilisés sont ceux du trille, du mordant et de l'appogiature brève. Les grupettos sont généralement notés entièrement, ou en petites notes. Chez Frédéric Chopin ou Franz Liszt, les longues ornementations sont intégrées à la ligne mélodique.